# Titolo di viaggio elettronico
Un titolo di viaggio elettronico è costituito da una smart card (del tipo a contatti,  contactless o ibrida) opportunamente predisposta per essere adottata nei sistemi di bigliettazione elettronici in uso in numerose realtà relative ai trasporti pubblici locali.
In genere, viene richiesto che le smart card adottate a questo scopo rispettino i seguenti standard internazionali:
- ISO 7816 per l'interfaccia a contatti;
- ISO 14443 per l'interfaccia contactless (usata nelle smart card contactless);
- ISO 15408 per i requisiti di sicurezza;
- ISO 15693 per le vicinity card;
- ENV 1545 per la descrizione della struttura dati utilizzata nelle applicazioni di trasporto pubblico;
- EMV 3.1.1 per la compatibilità con le specifiche bancarie nel caso di carte a contatto.

Nel caso di utilizzo di titoli magnetici, occorre fare riferimento allo standard ISO 15457 (EN 753).